# Jerónimo Castillo de Bobadilla
Jerónimo Castillo de Bobadilla (Medina del Campo, c. 1547 - c., 1605) fue un jurista español del siglo XVI vinculado a la Escuela de Salamanca, universidad en la que cursó los estudios de leyes. Fue corregidor de Soria y Guadalajara, letrado de las Cortes de Castilla y fiscal de la Chancillería de Valladolid. 
Escribió una obra que marcó el pensamiento en torno al gobierno, la justicia, la religión y el origen y legitimidad de los Príncipes: Política para Corregidores y Señores de vasallos, en tiempo de paz y de guerra y para prelados en lo espiritual y temporal entre legos, jueces de comisión, regidores, abogados y otros oficiales públicos y de las jurisdiciones, preeminencias, residencias y salarios dellos y de lo tocante a las de órdenes y cavalleros dellas (1597), conocido como La Política, y que estuvo al servicio de la monarquía tradicional de la época, la España de Felipe II.

## LaPolítica para Corregidores
La Política para Corregidores ... fue, muy probablemente, la única obra de Jerónimo Castillo. La debió escribir a partir de 1590, al final de su vida, pues la ilustra con ejemplos de su propio trabajo. Debió finalizarla hacia 1595, cuando solicita el permiso a las Cortes de Castilla para publicarla en latín. La finalidad y sujeto de la obra es, siempre y en todo caso, el corregidor y, por extensión, los gobernantes que deben lidiar cada día en la resolución de los problemas.
En su obra señalaba Castillo la religión y la justicia como "pilares eficacísimos" del gobierno, apoyado en la teoría absoluta de que el juicio justo es aquel que deriva de quien tiene potestad para ello, y solo el Príncipe ha sido designado por Dios para este fin, en consonancia con Luis de Molina, y quienes Él designa son sus brazos ejecutores. En esa línea, justificado el origen de quién imparte legítimamente justicia, Castillo de Bobadilla mantuvo la aplicación más extrema de las penas, que en su pensamiento están dirigidas a infundir temor, abogando por la aplicación estricta de las mismas porque, antes que ser crueles, son piadosas.
Reflejó Castillo una justicia, un gobierno y una organización social absolutamente fiel al modelo tradicional de la época, en el que no existe, ni se pretende, la igualdad entre los hombres, y en la que los estamentos marcan la diferencia entre lo que se puede esperar de la ley si se pertenece a uno ú otro. Son las virtudes de cada cual las que establecen las diferencias, y para Castillo los estamentos nobles son aquellos que poseen la fortaleza y la sabiduría. La sociedad era para Bovadilla innata al ser humano y su existencia se justificaba por la necesidad de reprimir "el mal y el vicio".
En la Política también se ocupa de la tortura dando instrucciones a los jueces, partiendo de su propia experiencia, de cómo tienen que aplicar el tormento para evitar ser acusados de haberse excedido en sus funciones.